# Chalfont St Peter
Chalfont St Peter este un sat și o parohie civilă din districtul Chiltern, aflat în sud-estul comitatului Buckinghamshire al Angliei. El face parte dintr-un grup de sate numite The Chalfonts, care include și Chalfont St Giles și Little Chalfont. Satele se află între orașele High Wycombe și Rickmansworth. Chalfont St Peter este unul dintre cele mai mari sate din Marea Britanie, cu aproape 13.000 de locuitori. Populația însumată a localităților Chalfont St Peter și Gerrards Cross este de 19.622 locuitori, cele două sate fiind considerate o singură zonă de către Office for National Statistics.
Gerrards Cross a fost odinioară un sat în parohia Chalfont St Peter, dar a devenit sat și parohie civilă de sine stătătoare și acum este oraș.
Chalfont St Peter se află la o distanță de 19,8 mile (31,9 km) vest-nord-vest de zona Charing Cross din centrul Londrei și este, de asemenea, în imediata apropiere a aeroporturilor Heathrow, a studiourilor de film Pinewood și Elstree și a rețelei de autostrăzi (M25, M40, M1 și M4).

## Populație
De la construirea gării Gerrards Cross la sfârșitul secolului al XIX-lea, populația localității Chalfont St Peter a crescut dramatic. Populația satului a crescut din 1801 până în 1901 cu doar 700 de persoane, ajungând la 1.700 de locuitori. Începând din 1901 Chalfont St Peter a devenit unul dintre cele mai mari sate din Marea Britanie, cu aproape 13.000 de locuitori.

## Localnici notabili
- Lewis Collins (1946-2013) - actor, cunoscut pentru rolul Bodie din serialul The Professionals - A locuit la „Mopes Farmhouse” de la începutul anilor 1980 până când s-a mutat în Los Angeles la începutul anilor 1990.
- John Laurie (1897-1980) - actor, cunoscut pentru rolul soldatului James Frazer din serialul BBC Dad's Army [2]
- Patrick O'Brian (1914-2000) - autor al seriei de romane Aubrey-Maturin, s-a născut aici[3]
- Margaret Rutherford (1892-1972) - actriță, cunoscută pentru rolul Miss Marple din mai multe filme inspirate de romanele Agathei Christie[4]
- Len Worley - fotbalist amator[5]
- Alan Nunn May (1911-2003) - fizician și spion[6]

## Legături externe
- Chalfont St Peter Church of England Academy
- Chalfont St Peter Parish Council
- Chalfont St Peter community site
- UK and Ireland Genealogy